# Los Baños del Inca (distrito)
Los Baños del Inca é um distrito do Peru, departamento de Cajamarca, localizada na província de Cajamarca.

## Transporte
O distrito de Los Baños del Inca é servido pela seguinte rodovia:
- PE-8B, que liga o distrito de Cajamarca à cidade de Chachapoyas (Região de Amazonas)[1][2][3]